# Suka Merindu (Pemulutan Barat)
Suka Merindu is een bestuurslaag in het regentschap Ogan Ilir van de provincie Zuid-Sumatra, Indonesië. Suka Merindu telt 1106 inwoners (volkstelling 2010).